# Річард Болтон
Сер Річард Болтон (англ. Sir Richard Bolton; січень 1570 — листопад 1648) — англійський та ірландський юрист, суддя, політик, лорд-канцлер Ірландії в 1639—1648 роках. Був важливою фігурою в політичному житті Ірландії в 1630 — 1640-х роках.

## Життєпис

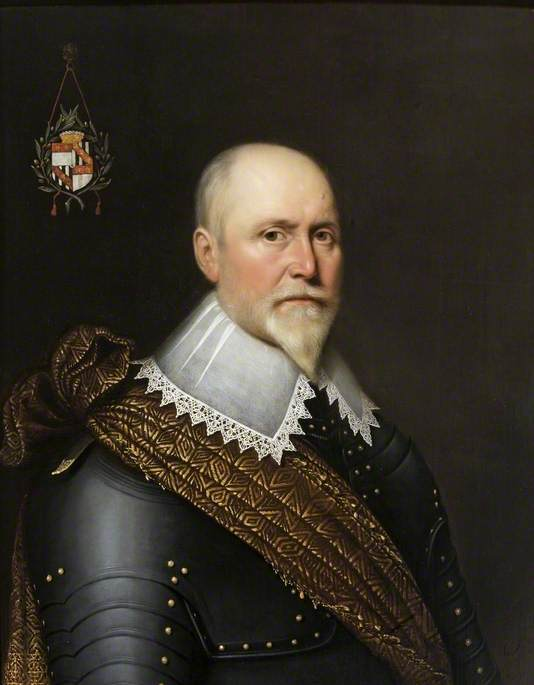
Сер Олівер Сент-Джон (1559—1630) — лорд-депутат Ірландії, що посвятив у лицарі Річарда Болтона.

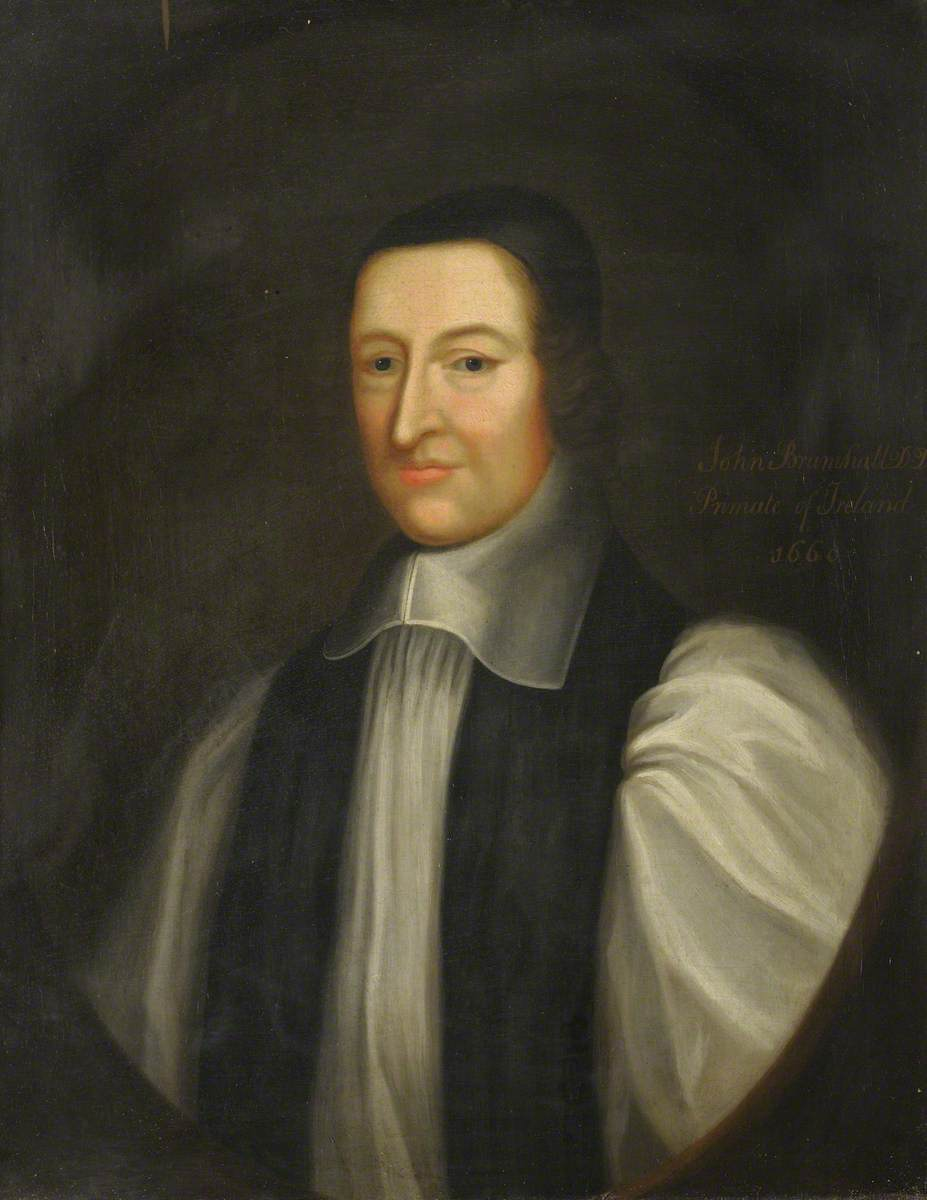
Джон Брамхолл (1594—1663) — єпископ Деррі.

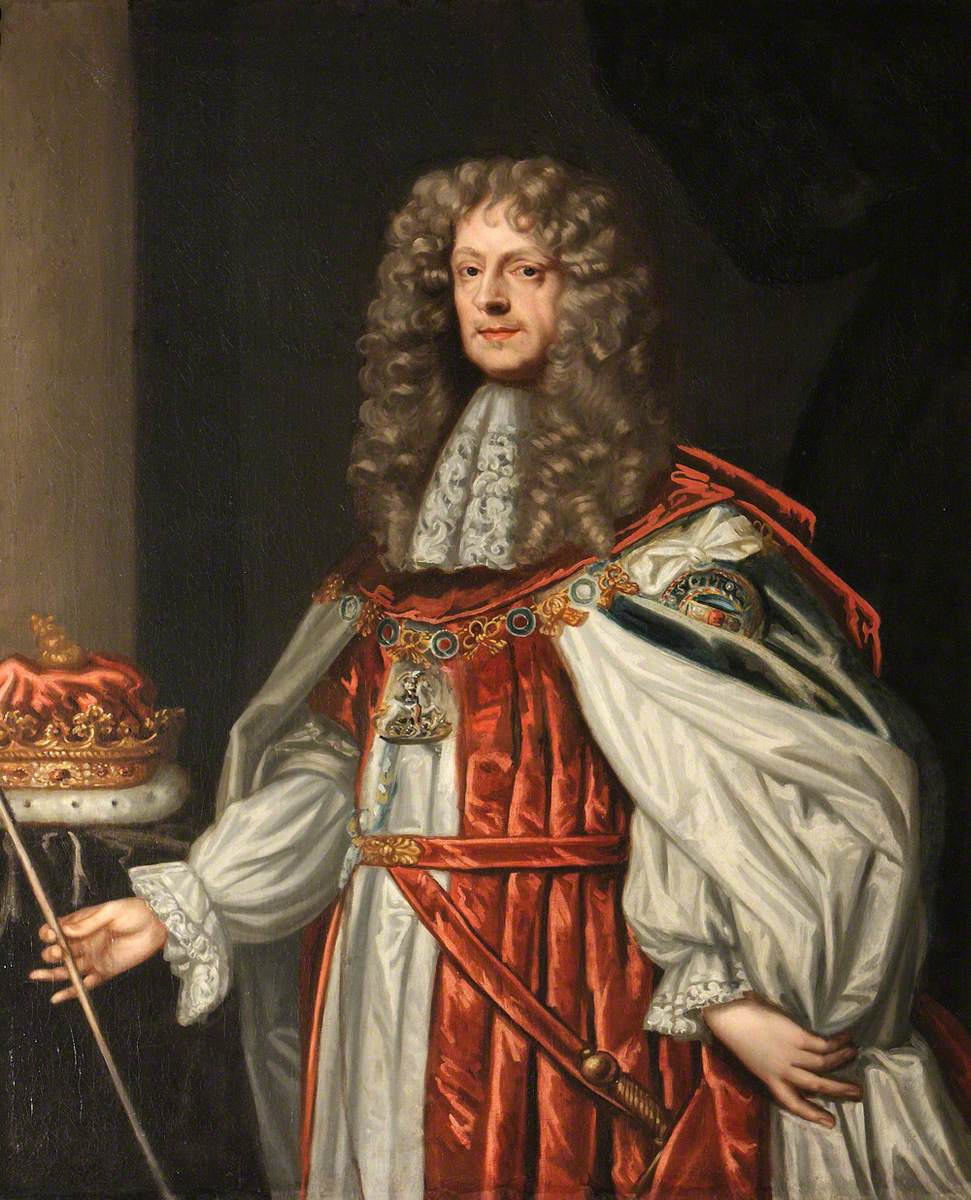
Джеймс Батлер (1610—1688) — І герцог Ормонд.

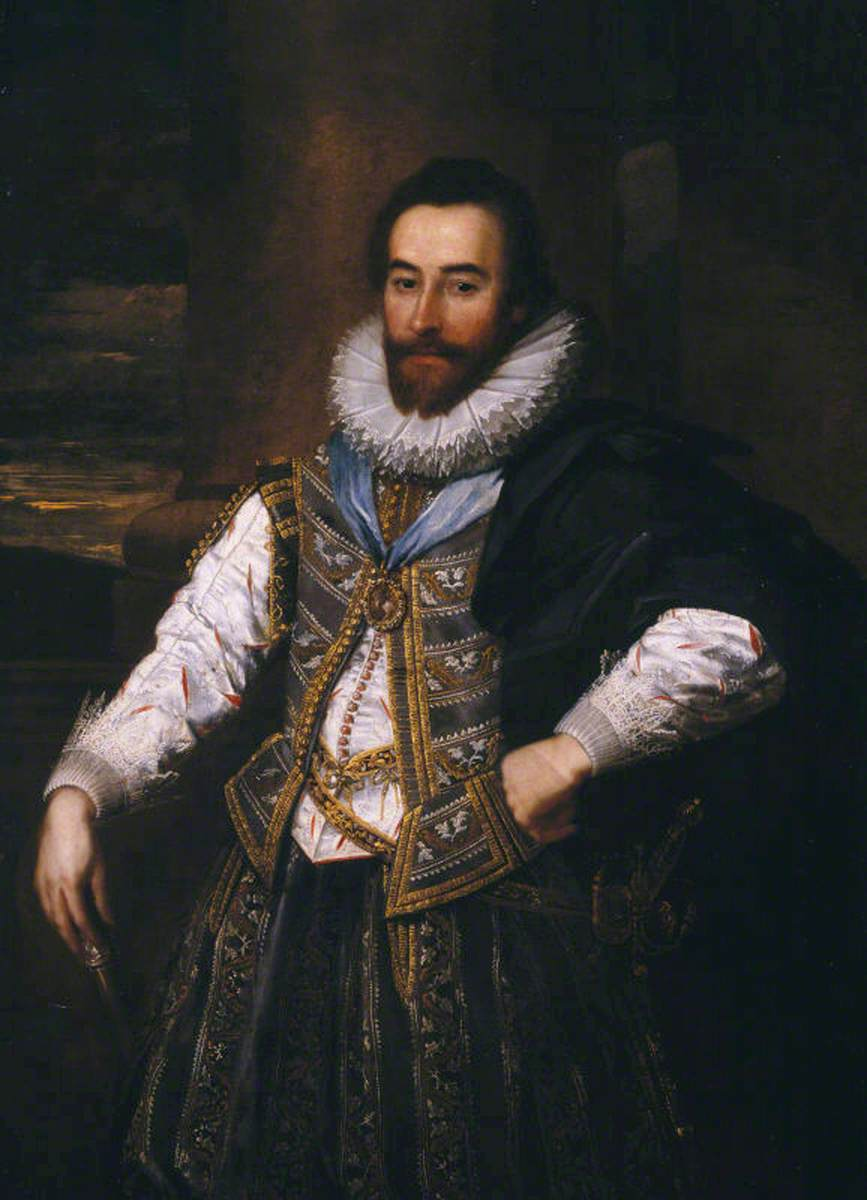
Роберт Сідні (1595—1677) — ІІ граф Лейсістер.

### Походження і ранні роки
Річард Болтон був сином Джона Болтона з Фентона, що в графстві Стаффордшир (Англія) та його дружини Маргарет Еш — доньки Річарда Еша. Річард Болтон народився близько 1570 року. Певний час він, очевидно, працював адвокатом в Англії. За часів королеви Англії Єлизавети I Тюдор він був відповідачем у судовому процесі щодо землі у Фентон-Калверт, Стаффорд, за три милі від Ньюкасла-андер-Лайм. Він переїхав до Ірландії з метою уникнути результатів несприятливого рішення, винесеного проти нього судом Стар-Чамбер у цьому позові. Наприкінці 1604 року він отримав посаду тимчасового судового реєстратора Дубліна та був затверджений на посаді в 1605 році. Того ж року він став олдерменом Дублінської корпорації юристів. Завдяки впливу уряду він був обраний у 1613 році, на противагу римо-католицькому кандидату, депутатом від Дубліна в Палату громад парламенту Ірландії, спікером якої став кандидат від корони Англії сер Джон Девіс, хоча достовірно стверджувалося, що більшість Палати представників фактично проголосували за кандидата-католика сера Джона Еверарда. Того ж року Річард Болтон подав у відставку з посади судового реєстратора Дубліна.

### Лорд-канцлер Ірландії
Річард Болтон був посвячений в лицарі в 1618 році сером Олівером Сент-Джоном, лорд-депутатом Ірландії. Наприкінці 1618 року Річард Болтон отримав посаду генерального соліситора Ірландії. У 1622 році Річард Болтон став генеральним прокурором Дублінського суду, а в 1625 році був призначений головним бароном казначейства Ірландії. У грудні 1639 року Річард Болтон був обраний лордом-канцлером Ірландії. Як лорд-канцлер Річард Болтон головував у Палаті лордів парламенту Ірландії, що розпочав роботу в Дубліні в березні 1640 року. Річард Болтон вважався головним радником Томаса Вентворта, І графа Страффорд, лорда-лейтенанта Ірландії у його спробах запровадити свавільний уряд в Ірландії. У Таємній Раді Ірландії домінували чотири союзники Страффорда: сер Джордж Редкліфф, Джеймс Батлер — граф Ормонд, лорд Роскоммон, що був пов'язаний з лордом Страффордом через шлюб, і Річард Болтон. 11 лютого 1641 року Палата лордів виправдала його за звинуваченням у намаганні перешкодити продовженню роботи існуючого парламенту. У листі від 11 лютого 1641 року Річард Болтон передав до комітету Палати лордів, що здійснив візити до короля Англії і вручив йому скарги від виборців Ірландії, за розгляд яких проголосувала Палата лордів парламенту Ірландії у Дубліні того ж дня.
Падіння лорда Страффорда — його усунення від влади почалося наприкінці 1640 року. 27 лютого 1641 року Палата громад парламенту Ірландії призначила комітет для висунення звинувачень проти Річарда Болтона, Редкліффа, Джона Бремхолла, єпископа Деррі та сера Джерарда Лоутера, головного судді Ірландії. Загальні прохання були звинуватити їх у державній зраді. Лорд-канцлер, як голова палати, мав отримати статті проти себе. Після подальших дебатів палата оголосила, що лорд-канцлер не може втратити свою посаду. Сер Вільям Райвс, другий суддя Суду Королівської лави, був призначений патентними листами Спікером Палати лордів Ірландії, за бажанням Короля Англії, Шотландії та Ірландії, за відсутності лорд-канцлера, і вступив на посаду 11 травня 1641 року.

### Повстання за незалежність Ірландії
Ситуація дуже ускладнилась після початку повстання за незалежність Ірландії в 1641 році, процедуру імпічменту було припинено. Частково причиною цього була спроба запобігти виклику союзників Страффорда як свідків на його захист під час його усунення від влади. Річард Болтон, радник Таємної Ради Ірландії, підписав депешу від 25 жовтня 1641 року, яка сповіщала Роберта Сідні, ІІ графа Лестер, наступника лорда Страффорда на посаді лорд-лейтенанта Ірландії, що тоді ще перебував в Англії, про повстання в Ірландії. Резолюцією від 21 червня 1642 року, згідно з якою жоден член не повинен засідати або голосувати, доки вони не принесуть присягу, Палата громад парламенту Ірландії виключила представників римо-католиків, серед яких були ті, хто брав найбільшу активність у процесі проти Річарда Болтона та його сподвижників. Того ж дня Річард Болтон і Лоутер подали петицію до Палати громад, і було одностайно вирішено не продовжувати розгляд статей звинувачення проти них. Наступного дня лорди повернули Річарда Болтона на посаду лорд-канцлера, а 2 серпня 1642 року він знову зайняв свою посаду.
Річард Болтон брав активну участь у переговорах, пов'язаних із припиненням військових дій між Англією та Ірландією в 1643 році. У 1644 році Річард Болтон був головним радником лорда-лейтенанта Ірландії герцога Ормонда в переговорах з Ірландською конфедерацією про мир. Його ім'я з'являється першим серед тих радників Таємної Ради Ірландії, що підписали прокламацію, видану в Дубліні 30 липня 1646 року, яка оголосила про укладення мирної угоди між Карлом I Королем Англії та його римо-католицькими підданими в Ірландії. Він приєднався до заяви про умови Ірландії від 19 лютого 1647 року, поданої Ормондом Карлу I. Сер Річард Болтон помер у листопаді 1648 року. Біограф Страффорда називає Болтона чесною та здатною, хоча й безбарвною людиною, і надійним слугою Корони Англії.

## Наукові роботи
У 1621 році Річард Болтон опублікував у Дубліні книгу в об'ємі фоліо — добірку законів, ухвалених парламентом Ірландії. Річард Болтон присвятив цю роботу своєму благодійнику серу Оліверу Сент-Джону, лорду-депутату Ірландії. Доповнення, що містить постанови років правління короля Англії Карла I, було опубліковано в 1635 році. Річард Болтон опублікував у 1638 році в Дубліні книгу «Мировий суддя для Ірландії». Друге видання цієї книги вийшло друком в 1683 році. У першому виданні Річард Болтон вихваляв мирний і врегульований стан Ірландії. Але ця ситуація змінилася надто швидко. Помилково було б припускали, що Річард Болтон був автором короткого трактату, опублікованого в 1643 році під назвою «Декларація», в якій викладено, як і за допомогою яких законів і статутів Англії час від часу закони набували чинності в Ірландії. Сер Семюель Майарт, колега Річарда Болтона у Верховному суді, чию кар'єру він просував вперед, незабаром після цього опублікував «Відповідь» на Декларацію, стверджуючи, що парламент Ірландії завжди підпорядковувався англійському парламенту.

## Родина
Першою дружиною Річарда Болтона була Френсіс — дочка Річарда Волтера зі Стаффорда. У цьому шлюбі було двоє синів — Едвард та Джон, і кілька дочок, у тому числі Мері, що вийшла заміж за Патріка Ненгла, барона Наван, та Енн, що вийшла заміж за Артура Гілла з Гіллсборо, Графство Даун, що був відомим політиком в Ірландії в 1640 — 1650-х роках. Френсіс померла близько 1642 року. Його другою дружиною, з якою він одружився в 1646 році, була Маргарет — дочка сера Патріка Барнуолла з Турві та його дружини Мері Багенал. Маргарет була вдовою Люка Неттервіля — другого сина Ніколаса Неттервіля, І віконта Неттервіль. Цей шлюб був вигідним для Річарда Болтона, оскільки Маргарет володіла значними маєтками в Дубліні та графстві Лаут, які її перший чоловік закріпив за нею. Однак Річард Болтон сильно постраждав під час бід, що навалились на нього в останні роки життя і перебував у стані майже бідності. У 1663 році леді Болтон була ще жива, коли вона подала петицію до лорда-лейтенанта Ірландії про сплату заборгованості по зарплаті її покійного чоловіка. Вона пояснила, що переживає фінансову скруту і живе на «милосердя друзів-християн». Схоже, що під час негараздів 1640-х і 1650-х років родина Гаркорт позбавила її власних земель.
Син Річарда Болтона — Едвард Болтон змінив його на посаді генерального соліситора Ірландії в 1622 році та на посаді головного барона Ірландії в 1640 році. Після смерті короля Англії Карла I Едварда Болтона знову призначив головним бароном Ірландії новий король Англії, Шотландії та Ірландії Карл II. З цієї посади він був усунутий парламентським урядом, який, однак, найняв його в 1651 році на посаду уповноваженого з питань відправлення правосуддя в Ірландії. Помер в останній рік республіки в Англії.